# Pentacladia hatayensis
Pentacladia hatayensis is een vliesvleugelig insect uit de familie Eupelmidae. De wetenschappelijke naam is voor het eerst geldig gepubliceerd in 2003 door Doganlar.